# 5134 Ебілсон
5134 Ебілсон (5134 Ebilson) — астероїд головного поясу, відкритий 17 вересня 1990 року.
Тіссеранів параметр щодо Юпітера — 3,314.